# Amaurobius jugorum
Amaurobius jugorum är en spindelart som beskrevs av Ludwig Carl Christian Koch 1868. Amaurobius jugorum ingår i släktet Amaurobius och familjen mörkerspindlar. Inga underarter finns listade i Catalogue of Life.